# La Révolution inconnue
 (avril 2023).
La Révolution inconnue est un livre de Voline, qu'il a écrit en français, lors de son exil en France (Marseille). Cet ouvrage retrace l'histoire révolutionnaire russe de 1825 à 1921.

## Argument
Cet ouvrage, sous forme de chronique, décrit le processus de la révolution russe d'un point de vue anarchiste : des évènements de 1905 à l'écrasement de la révolte de Kronstadt et de l'Armée révolutionnaire insurrectionnelle ukrainienne animée par Nestor Makhno.
Dans La Révolution inconnue Voline expose sa conception de l'idéologie qui gouverne l'URSS et dénonce notamment l'interchangeabilité des idéologies trotskystes, stalinistes et léninistes : 
« Staline « n'est pas tombé de la lune ». Staline et le « stalinisme » ne sont que les conséquences logiques d'une évolution préalable et préparatoire, elle-même résultat d'un terrible résultat, d'une déviation néfaste de la Révolution.
Ce furent Lénine et Trotsky - c'est-à-dire leur système — qui préparèrent le terrain et engendrèrent Staline. Avis à tous ceux qui, ayant soutenu Lénine, Trotsky et consorts, fulminent aujourd'hui contre Staline : ils moissonnent ce qu'ils ont semé ! ».

## Éditions et rééditions

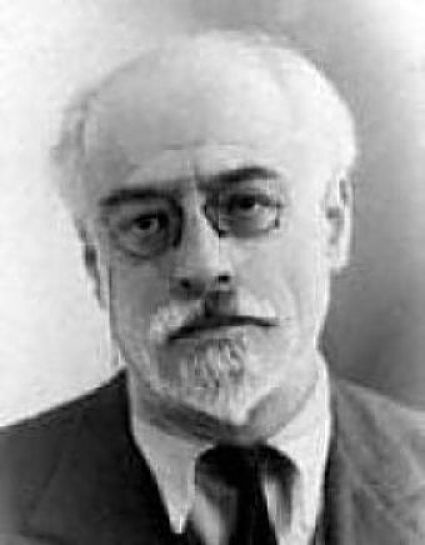
Voline

En 1938, il commence l'écriture de son œuvre majeure : La Révolution inconnue. En 1947, son manuscrit La Révolution inconnue est édité par Jacques Doubinsky et un groupe de ses amis. En 1986, La Révolution inconnue est rééditée, augmentée des conclusions retrouvées par son fils Léo. Depuis les rééditions s'enchainent. Aujourd'hui, le texte est disponible en lecture libre sur internet.

### Les Amis de Voline
Les Amis de Voline, 1947, Paris, 690 pages, première édition.
Trois volumes :
1. Naissance, croissance et triomphe de la Révolution (1825-1917).
2. Le bolchévisme et l'anarchie.
3. Les luttes pour la véritable Révolution sociale.

« Cette Révolution inconnue est la Révolution russe ; non pas celle qui a été maintes fois traitée par des hommes politiques ou des écrivains patentés, mais celle qui fut ou négligée, ou adroitement voilée, ou même falsifiée : celle qu'on ignore. L'auteur a vécu la Révolution de 1917. Il y a activement participé. Et il désire en exposer et examiner, avec une parfaite objectivité, les faits authentiques. Tel est son seul souci. Sil ne l'avait pas, il n'aurait jamais songé à écrire ce livre. La Révolution inconnue lève le voile sur une révolution qui va faire tomber le trône des tsars, renverser le gouvernement provisoire et la bourgeoisie montante, faire trembler le nouveau pouvoir prétendument révolutionnaire qui finira par la dompter et, en cela, la détruire ; mais une révolution pourtant remplie de secrets, de controverses, de zones obscures riches en enseignements... l'histoire de la répression infligée aux mouvements anarchistes et aux révolutionnaires « dissidents » par le pouvoir bolchévique fraîchement installé, après la révolution d'octobre ; l'histoire des marins de Kronstadt et de l'armée insurrectionnelle d'Ukraine, deux mouvements populaires qui ont eu le tort de vouloir s'organiser indépendamment du pouvoir bolchéviste en place. Malgré leur défaite face à l'armée rouge, ces deux expériences anti-autoritaires sont restées dans les mémoires comme étant le juste aboutissement de la Révolution russe, Révolution qui a malheureusement échoué dans les mains d'un pouvoir trop gourmand et trop éloigné des besoins du peuple. - page 4 de couverture de cette première édition »

### Belfond
Poche-Club "Changer la Vie", éditions Belfond, 1969, 1972, Paris, 254 pages.

### Entremonde
1. La Révolution inconnue, Livre premier : Naissance, croissance et triomphe de la Révolution russe (1825-1917), éditions Entremonde, Lausanne, 2009  (ISBN 978-2-940426-02-7), lire en ligne.
2. La Révolution inconnue, Livre deuxième : Le bolchevisme et l’anarchie, éditions Entremonde, Lausanne, 2009  (ISBN 978-2-940426-03-4).
3. La Révolution inconnue, Livre troisième : Les luttes pour la véritable Révolution sociale (1918-1921), éditions Entremonde, Lausanne, 2009  (ISBN 978-2-940426-04-1).

Présentation chez l'éditeur Entremonde.

## Citations dans d'autres ouvrages
- François Xavier Coquin, La Révolution russe manquée: 1905, lire en ligne.
- Communisme 62-63, Aspects de L’anticommunisme, lire en ligne.
- Korine Amacher, Léonid Heller, Le retour du héros: La reconstitution des mythologies nationales à l'heure, lire en ligne.
- Miguel Martínez López, Casbah d'Oubli: l'exil des réfugiés politiques espagnols en Algérie (1939-1962), lire en ligne.
- Collectif, L'anarchisme aujourd'hui, lire en ligne.
- Christian Dupuy, Saint-Junien, un bastion anarchiste en Haute-Vienne, 1893-1923, lire en ligne.
- Communisme 47-48, La question du totalitarisme: dossier, lire en ligne.
- Noël Godin, Anthologie de la Subversion Carabinée, lire en ligne.
- Philippe Pogam, Avant-gardes et désastres / chantier, lire en ligne.